# Stanningfield
Stanningfield är en by i civil parish Bradfield Combust with Stanningfield, i distriktet West Suffolk, i grevskapet Suffolk i England. Byn nämndes i Domedagsboken (Domesday Book) år 1086, och kallades då Stanesfelda/Stanfella. År 1988 blev den en del av den då nybildade Bradfield Combust with Stanningfield. Parish hade 211 invånare år 1961.